# Орулган
Орулган (рос. Орулган; якут. Орулҕан) — гірський масив у республіці Саха, Росія.

## Географія
Хребет Орулган є хребтом другого порядку системи Верхоянського хребта. Лежить у північній частині Верхоянського хребта, прямує вздовж головного хребта, простягаючись на південь від південного краю Хараулахського хребта. Хребет Джарджан здіймається на захід, а Сієтінденський хребет на схід, прямуючи в паралельному напрямку, тоді як хребет Бирандія прямує на південь від його південного кінця.
Найвища точка хребта Орулган — безіменна вершина заввишки 2283 м, лежить у центрі хребта. На хребті є 77 гірських льодовиків загальною площею приблизно 18 км². Найбільший льодовик — льодовик Колосова площею 4,4 км².

## Гідрографія
Хребет Орулган глибоко порізаний річковими міжгірськими басейнами річок Ундюлюнг, Бегиджан, Соболох-Майя, Менкере, Джапджан, Бьосюке та іншими правими притоками річки Лени, що протікають на захід. На схід течуть Омолой та його ліві притоки, а також Битантай, ліва притока річки Яна.

## Флора
Гірські схили Орулгана вкриті рідкісними модриновими лісами на висотах 1000—1200 м, вище лежать гірські тундри.